# Orthotrichum elegans
Orthotrichum elegans là một loài rêu trong họ Orthotrichaceae. Loài này được Schwägr. ex Hook. & Grev. mô tả khoa học đầu tiên năm 1823.